# Roberts (Illinois)
Roberts è un villaggio degli Stati Uniti d'America, situato nello Stato dell'Illinois, nella contea di Ford.